# Згарок (права притока Згару)
Зга́рок (Згарка) — річка в Україні, в межах Хмельницького району Хмельницької області та Вінницького району Вінницької області. Права притока Згару (басейн Південного Бугу).

## Опис
Довжина 26 км. Площа водозбірного басейну 65 км² (в межах Хмельницької області). Річкова долина широка і неглибока, місцями заліснена і заболочена. Споруджено кілька ставків, у пониззі 2 великі стави.

## Розташування
Згарок бере початок у південній частині смт Вовковинці. Тече на схід і (частково) північний схід. Впадає до Згару на північ від села Лисогірка.
Над річкою розташовані села: Стреків, Кайтанівка, Майдан-Чернелевецький, Макарове, Степівка, Вінниківці та Горбівці.